# ロケット・パイロット
『ロケット・パイロット』（Toward the Unknown）は、1956年のアメリカ合衆国の映画。製作・監督はマーヴィン・ルロイ。出演はウィリアム・ホールデンなど。原題はアメリカ空軍試験センターのモットーに由来している。

## キャスト
※括弧内は日本語吹替（初回放送1968年4月21日『日曜洋画劇場』）
- リンカーン・ボンド少佐：ウィリアム・ホールデン（羽佐間道夫）
- ビル・バナー少将：ロイド・ノーラン（大木民夫）
- コニー・ミッチェル：ヴァージニア・リース（富田恵子）
- ミッキー：チャールズ・マッグロー（大塚周夫）
- ブロモ：マーレイ・ハミルトン（近石真介）
- ブライアン・シェルビー中尉：ポール・フィックス
- ジョー・クレイヴン少佐：ジェームズ・ガーナー
- スウィーニー中尉：L・Q・ジョーンズ